# 陈绮曼
陈绮曼（？—），女，中华人民共和国外交官，曾任中华人民共和国驻桑给巴尔总领事和中华人民共和国驻威廉斯塔德总领事。

## 生平
2000年，由驻外使馆调回外交部离退休干部局任职。2003年，任外交部离退休干部局报房活动中心处长。因任内工作优秀，获得2006年“全国先进老干部工作者”表彰，并升任外交部离退休干部局副局长。2010年12月，出任中华人民共和国驻桑给巴尔总领事。2013年10月，出任中华人民共和国驻威廉斯塔德总领事。2016年2月，自驻威廉斯塔德总领事离任。